# Maître des panneaux Barberini

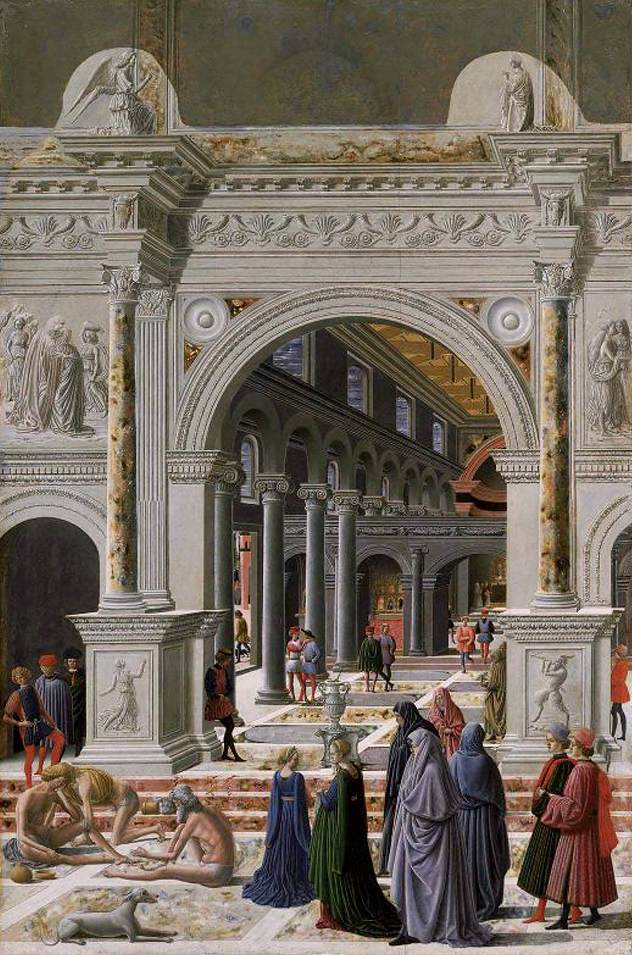
Présentation de la Vierge au Temple (vers 1467), Museum of Fine Arts de Boston

Le Maître des panneaux Barberini, en italien Maestro delle Tavole Barberini, est un peintre italien du XVe siècle, un maître anonyme, nommé ainsi par Federico Zeri en 1961 comme étant l'auteur des deux tableaux de scènes de la Vie de la Vierge, conservés à New York et Boston, malgré leur attribution par d'autres experts à Fra Carnevale.
Cette attribution est reprise par de nombreuses revues d'art comme, en 2002, la Garzantina.

## Œuvres
- Panneaux Barberini :
  - Naissance de la Vierge, Metropolitan Museum of Art, New-York
  - Présentation de la Vierge au Temple (vers 1467), pour l'église Santa Maria della Bella d'Urbin, ensuite dans la Collection Barberini et aujourd'hui au Museum of Fine Arts, Boston

## Sources
- (it) Cet article est partiellement ou en totalité issu de l’article de Wikipédia en italien intitulé « Maestro delle Tavole Barberini » (voir la liste des auteurs).